# Лемуан, Жан-Батист Старший
Жан-Батист Лемуан, известный как Жан-Батист Лемуан Старший (фр. Jean-Baptiste Lemoyne l'Ancien; 14 сентября 1681 или 1679, Париж — 20 октября 1731, Париж) — скульптор французского классицизма.
Жан-Батист был внуком Жана Лемуана, живописца-декоратора, рисовальщика и гравёра «большого стиля» времени правления короля Людовика XIV, и сыном Жана-Луи Лемуана (1665—1755), скульптора, ученика А. Куазево, и Женевьевы Ле Блон, его жены. Он также приходился дядей скульптору Жану-Батисту Лемуану Младшему (1704—1778).
Жан-Батист Лемуан Старший в 1705 году получил вторую Римскую премию, в 1710 году был принят в Королевскую академию живописи и скульптуры и стал академиком в 1715 году.
7 февраля 1713 года в церкви Сен-Жермен-л’Осеруа он обвенчался с Женевьевой Сюзанной Сильвестр, дочерью Франсуа Сильвестра, мастера рисования.

## Галерея

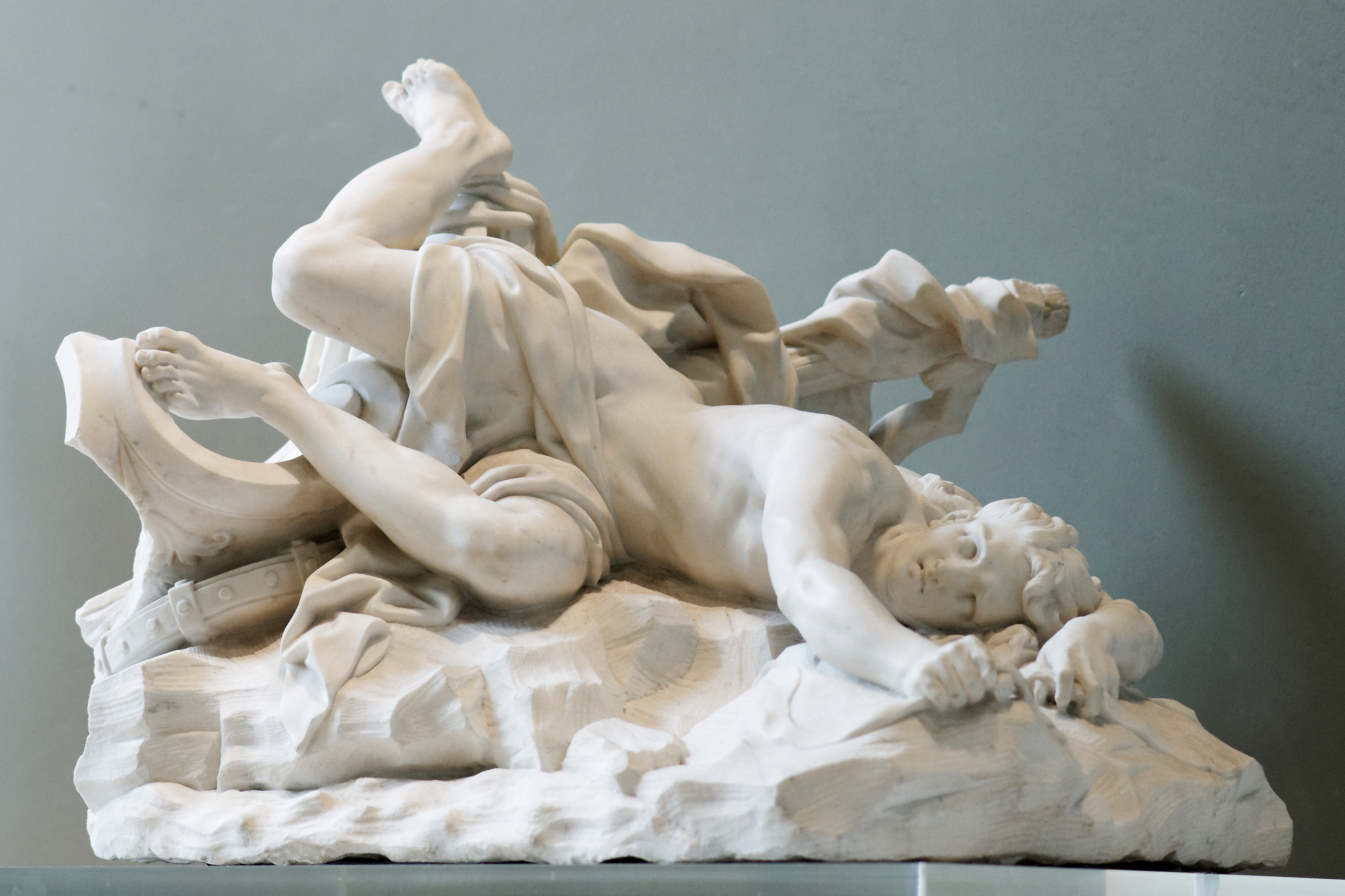
Смерть Ипполита. 1715. Мрамор. Лувр, Париж
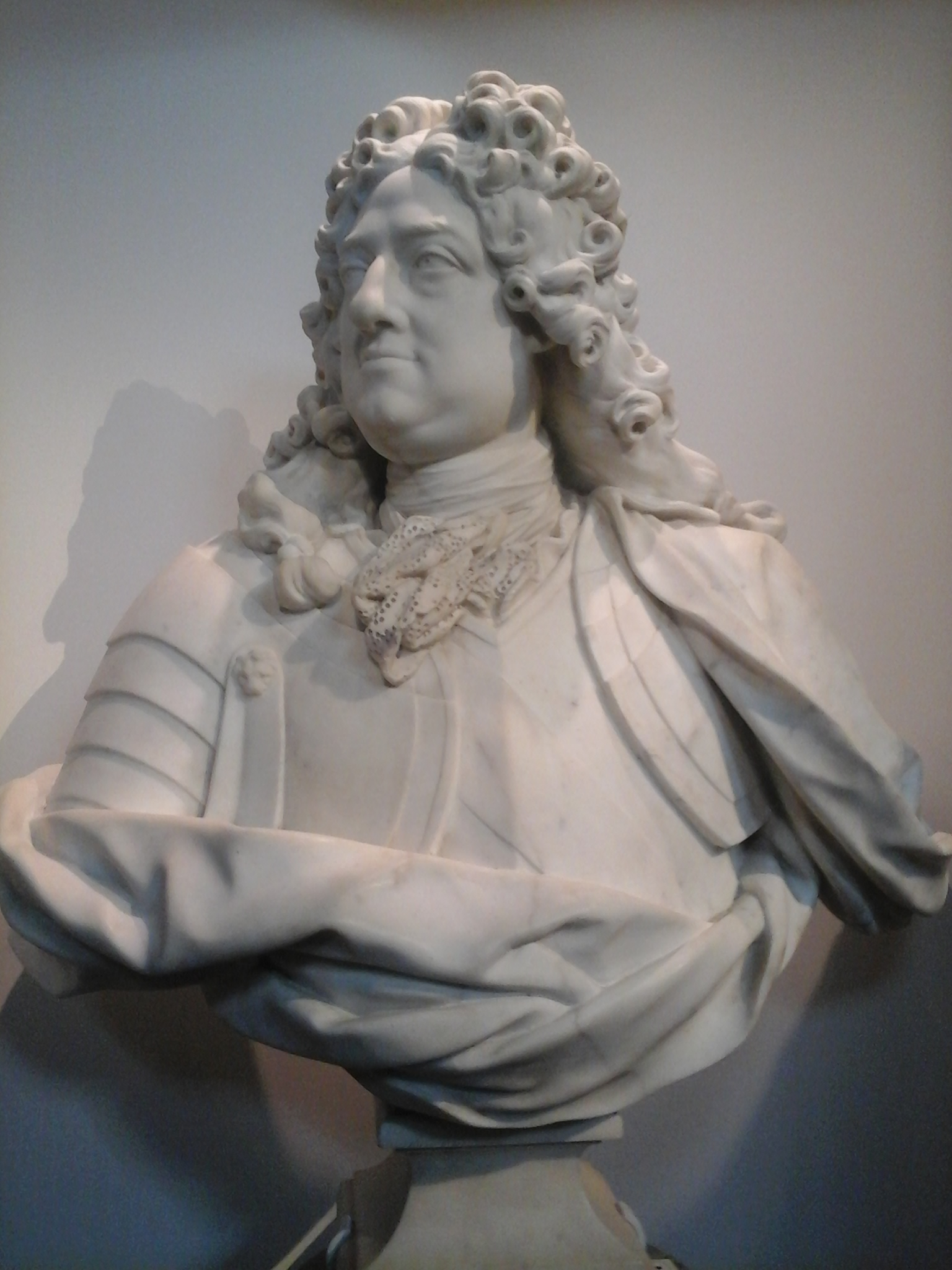
Портрет герцога Филиппа Орлеанского. 1715. Мрамор. Версаль
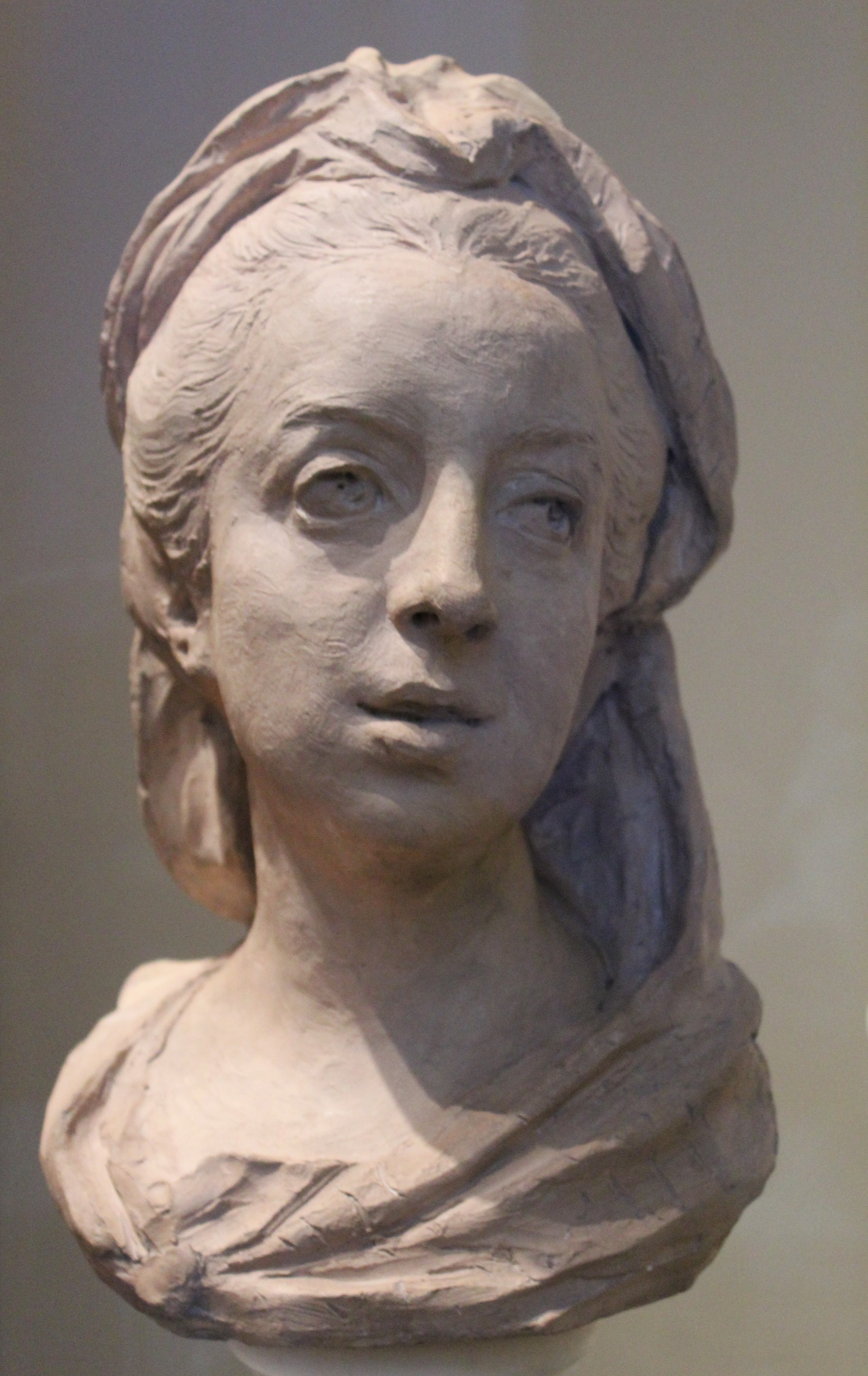
Графиня де Фекьер. 1738. Терракота. Музей Виктории и Альберта, Лондон